# Baía de Querche

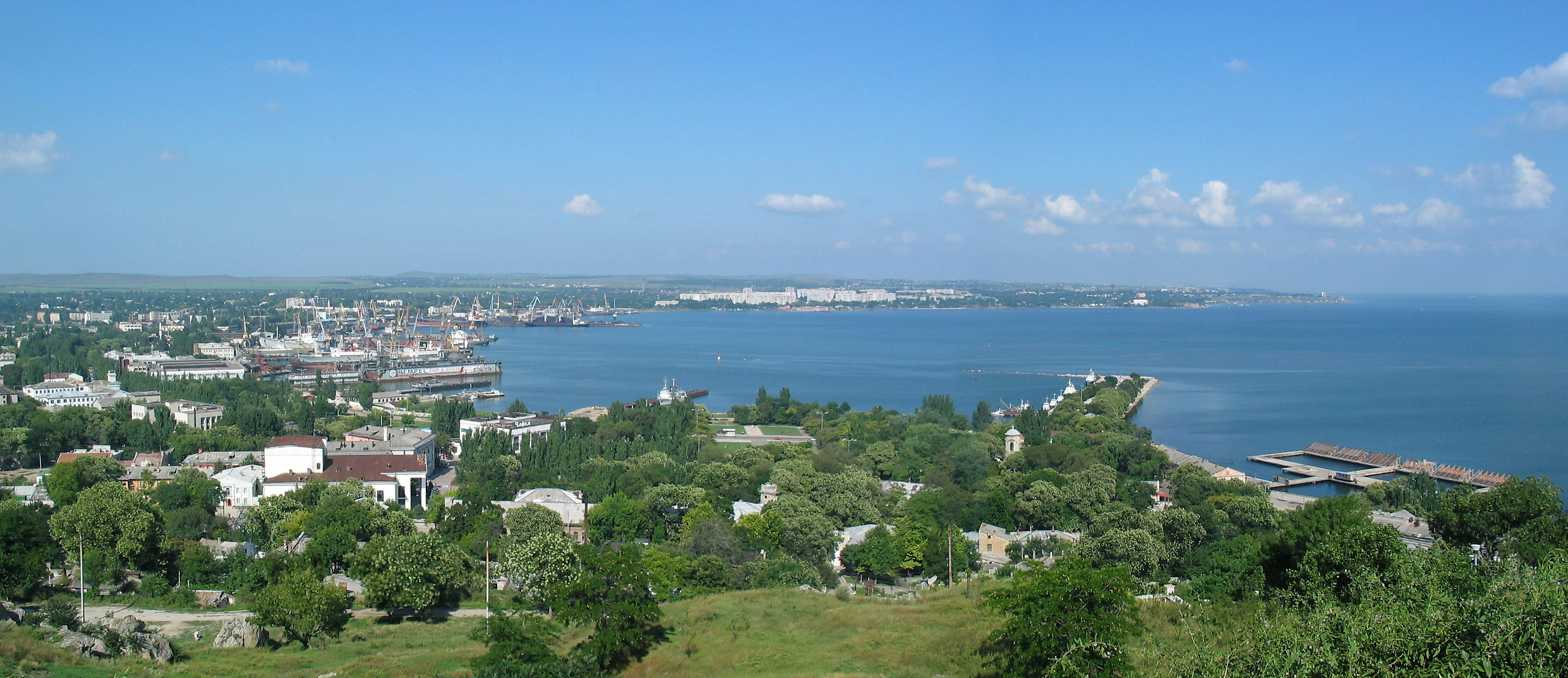
Baía de Querche vista do monte Mitrídates

A baía de Querche ou baía de Kerch (em ucraniano:  Керченська бухта, transl. Kerchenska kukhta, em russo:  Керченская бухта, transl. Kerchenskaia bukhta, em tártaro da Crimeia:  Keriç körfezi) é uma baía no estreito de Querche, na costa ocidental de Querche, Crimeia. A baía tem um comprimento de 4,3 km, uma largura de 5 km e uma profundidade de até 5 m. Em 2017, uma cabeça de uma estátua de um deus grego antigo foi descoberto durante operações de construção subaquática na baía de Querche. Foi criada entre os séculos V e III a.C.